# 相模灣海戰
相模灣海戰（1945年7月22-23日の海戦、Battle of Sagami Bay）是1945年7月22日-23日於日本房總半島野島崎沖發生的海戰，被稱為第二次世界大戰中的最後的海上戰事。

## 經過
1945年（昭和20年）7月，日本近海活動中的美國海軍第38任務部隊第61驅逐戰隊（司令官： T.H. Hederman大佐）於相模灣周邊進行通商破壊任務。
7月21日早朝，第61驅逐戰隊接近日本本土沿岸。因台風在附近通過，天候不良。
7月22日、台風過去但持續大浪。23時05分、雷達發現了19海里（約35km）外的海上目標。11分後、射擊管制雷達確認到4隻船影。此為貨物船「延文丸」（日本郵船、6919總噸）、「第5博鐵丸」（西海汽船、800總噸）及護衛的第1號掃海艇、第42號驅潛艇等護送船團，於館山灣編成船團同日21時00分出航，向函館港航行中。
美國艦隊提速至27節，接近至約10km，23時50分頃各艦發射魚雷2發，接著開始砲擊。此時、日本船團位於野島崎南西4.5海里（北緯34度50分・東経139度50分），沒注意到美國艦隊的出現。砲彈依次命中「延文丸」和「第5博鐵丸」，2隻皆著火。23日0時05分頃、美國艦隊聽到「第5博鐵丸」方向的複數爆發聲，判斷2發以上魚雷命中。
7月23日0時09分、第61驅逐戰隊離開戰場、黃昏與第38任務部隊主力合流。
日本船團「延文丸」消火成功，與護衛艦艇退至館山灣。「第5博鐵丸」曳航向橫須賀港修理時沈没。

## 脚注
1. ↑  Culver（2004）, p.47
2. ↑  駒宮（1987）、379頁。
3. 1 2  Culver（2004）, p.48
4. ↑  日本郵船（1971）、404頁。
5. ↑  駒宮（1987）、380頁。